# Agnel d'or
Agnel d'or è una moneta d'oro battuta per la prima volta dal re francese Filippo il bello agli inizi del XIV secolo (circa 1311).
Filippo lo fece coniare una prima volta al taglio di 58 1/3 pezzi al marco di Parigi (4,19 g) con un titolo di 24 carati e per un valore di una livre tournois.
Nel settembre del 1313 Filippo fece battere una seconda emissione con un taglio di 59 pezzi al marco e cioè da 4,14 grammi con conseguente riduzione del valore a 15 sol delle livre tounois.
La moneta fu emessa con queste condizioni da Luigi X, Filippo V e Carlo IV.
La prima emissione è stata in passato erroneamente attribuita a Luigi IX, ma le monete con la scritta LU REX (Ludovicus Rex) sono di Luigi X.

## Mouton
Il tipo fu ripreso poi da Carlo VI ed Enrico V nel 1417 e 1419, per coniare il mouton, una moneta che aveva tipi simili all'agnel di Filippo ma un peso di ca 2,55 g.